# Тривожні люди (роман)
Тривожні люди (оригінальна назва шведською: "Folk med ångest") - це роман шведського письменника Фредріка Бакмана, опублікований видавництвом Månpocket у 2019 році. Роман був опублікований українською мовою у 2021 році.
Його екранізували у телесеріал Netflix з однойменною назвою, який вийшов в ефір 29 грудня 2021 року.

## Сюжет
Десять років тому чоловік втратив всі свої заощадження через фінансовий крах. Він відвідав фінансового банкіра на ім'я Зара і попросив поради, але вона відповіла, що це його вина за те, що він віддав банку свої гроші. Чоловік написав їй лист перед тим, як покінчити життя самогубством, стрибнувши з мосту.
У наш час жінка намагається пограбувати банк, щоб отримати достатньо грошей для оплати оренди, щоб її колишній чоловік не забрав її дітей. На жаль, цей банк безготівковий, тому вона в паніці біжить до сусіднього житлового будинку, щоб уникнути поліцію. Вона потрапляє на перегляд квартири, і люди всередині бачать її пістолет і вважають, що це пограбування. Грабіжниця банку нерішуче визнає, що бере людей у заручники, намагаючись підтримувати порядок.
Заручниками стають ремонтники квартир Анна-Лена і Роджер, майбутні матері Джулія і Ро, літня Естель і власниця банку Зара. Вони знаходять чоловіка на ім'я Леннарт у костюмі кролика в ванній. Анна-Лена визнає, що вона найняла Леннарта, щоб викликати переполох і знизити ціну для інших потенційних покупців, щоб Роджер вважав, що він самостійно виграв дискусію про ціну. Вони мовчки розходяться, оскільки Роджер пишався своїми навичками переговорів.
Ро стежить за Роджером і зізнається йому, що вона придирається до кожної квартири, куди її приводить дружина Джулія, тому що вона боїться, що не готова стати матір'ю. Роджер запевняє її, що вона буде хорошою матір'ю, і заохочує її купити квартиру. Анна-Лена розповідає Джулії, що вона боїться, що Роджер ненавидить її за обман, але Джулія каже їй, що всі пари виражають свою любов до своїх чоловіків незвичайними способами. Стримана Зара дивиться на міст з балкона квартири і скаржиться Леннарту на людську жадібність та економічні системи. Коли всі заручники збираються, Роджер розповідає Джулії, що Ро рада і одночасно схвильована перспективою стати матір'ю, а Джулія каже Роджеру, що Анна-Лена все ще любить його.
Грабіжниця банку вибачається за утримання їх у полоні і говорить, що вона відпустить їх і здасться в поліцію. Однак заручники запевняють, що вона просто допустила помилку, захищаючи своїх дітей, і всі вони згодні збрехати в своїх показаннях, щоб захистити її. Естель розкриває, що квартира, в якій вони знаходяться, насправді її квартира, і вона виступала однією з покупців, щоб продати її тому, хто заслуговує на це. Вона видає грабіжниці ключ від сусідньої квартири для того, щоб приховатися, коли прийде поліція. Грабіжниця вдячна заручникам за їх доброту.
Джим - перший поліцейський, який дістається до квартири. Грабіжниця банку здається і розповідає Джиму всю правду про те, чому вона вчинила грабіж. Джим відчуває співчуття до неї і погоджується відпустити її. Грабіжниця звільняє заручників і ховається в сусідній квартирі. Його син Джек допитує заручників і розчаровується, коли вони роблять вигляд, ніби нічого не відбулося. Серія випадкових подій приводить Джека до висновку, що грабіжниця все ще ховається в квартирі, чи вийшла, прикинувшись агентом з нерухомості. Джим розповідає синові правду, і вони миряться.
У кінці грабіжниця банку переїжджає до Естель у її квартиру, і її діти перебувають у неї кожен другий тиждень. Джулія і Ро переїжджають в сусідню квартиру і мають хлопчика. Анна-Лена і Роджер займаються новим хобі. Зара починає відносини з Леннартом і набирається сміливості прочитати листа від чоловіка, який стрибнув з мосту десять років тому. Там написано "Це не була твоя вина", і вона нарешті відпускає свою вину.

## Персонажі
- Джек — молодий поліцейський, який дуже відданий своїй справі
- Джим — батько Джека, більш відсторонений поліцейський із багаторічним стажем
- Грабіжниця — виконавець ймовірного пограбування банку та ситуації із захопленням заручників
- Зара — депресивний банкір, яка відвідує квартирні перегляди для розваги
- Роджер — інвестор у нерухомість, який дуже серйозно ставиться до бізнесу
- Анна-Лена — дружина Роджера
- Джулія — молода вагітна жінка, яка шукає квартиру, щоб виховати свою сім'ю
- Ро — дружина Джулії
- Леннарт — актор, який також зриває перегляди квартир
- Естель — старша жінка, яка бере участь у перегляді квартири
- Агент нерухомості — відповідальний за проведення перегляду квартири

## Екранізації
Роман був екранізований у шестисерійний міні-серіал, який вийшов в ефір на Netflix 29 грудня 2021 року.